# Сеймур, Джон, 4-й герцог Сомерсет
Джон Сеймур (англ. John Seymour; до 1646 — 29 апреля 1675) — английский аристократ, 4-й герцог Сомерсет, 3-й маркиз Хартфорд, 4-й граф Хартфорд, 4-й барон Сеймур, 4-й барон Бошан с 1671 года.

## Биография
Джон Сеймур был младшим сыном Уильяма Сеймура, 2-го герцога Сомерсета, и его жены Фрэнсис Деверё. Он родился до 1646 года, по достижении совершеннолетия получил от отца пенсию 500 фунтов стерлингов в год. В 1661 году Сеймур стал депутатом палаты общин от Мальборо, но особой активностью во время сессии не отличался. В том же году он женился на богатой вдове Саре Гримстоун, дочери сэра Эдуарда Эльстона, но этот брак оказался несчастливым и был наполнен конфликтами (в том числе из-за денег). Сеймур поссорился даже с матерью, которая отказалась выплачивать ему содержание. В течение пяти лет ему приходилось прятаться от кредиторов, но к 1671 году у него уже не было долгов.
12 декабря 1671 года, после смерти племянника Уильяма, Джон унаследовал герцогский титул и семейные владения. В 1672—1675 годах он занимал должность лорда-лейтенанта Сомерсета и Уилтшира. Герцог вёл крайне расточительную жизнь, его брак так и не стал счастливым. Согласно воспоминаниям Мэри Гастингс, Сеймур постоянно жаловался на свою жену, говоря, что она слишком энергично вмешивается в его дела и даже тайно разбавляет водой его вино.
Герцог умер в 1675 году, причём его супруга осталась не упомянутой в завещании. Она вышла замуж в третий раз, за лорда Колрейна, а наследником умершего стал его кузен Фрэнсис Сеймур.